# Minnebron

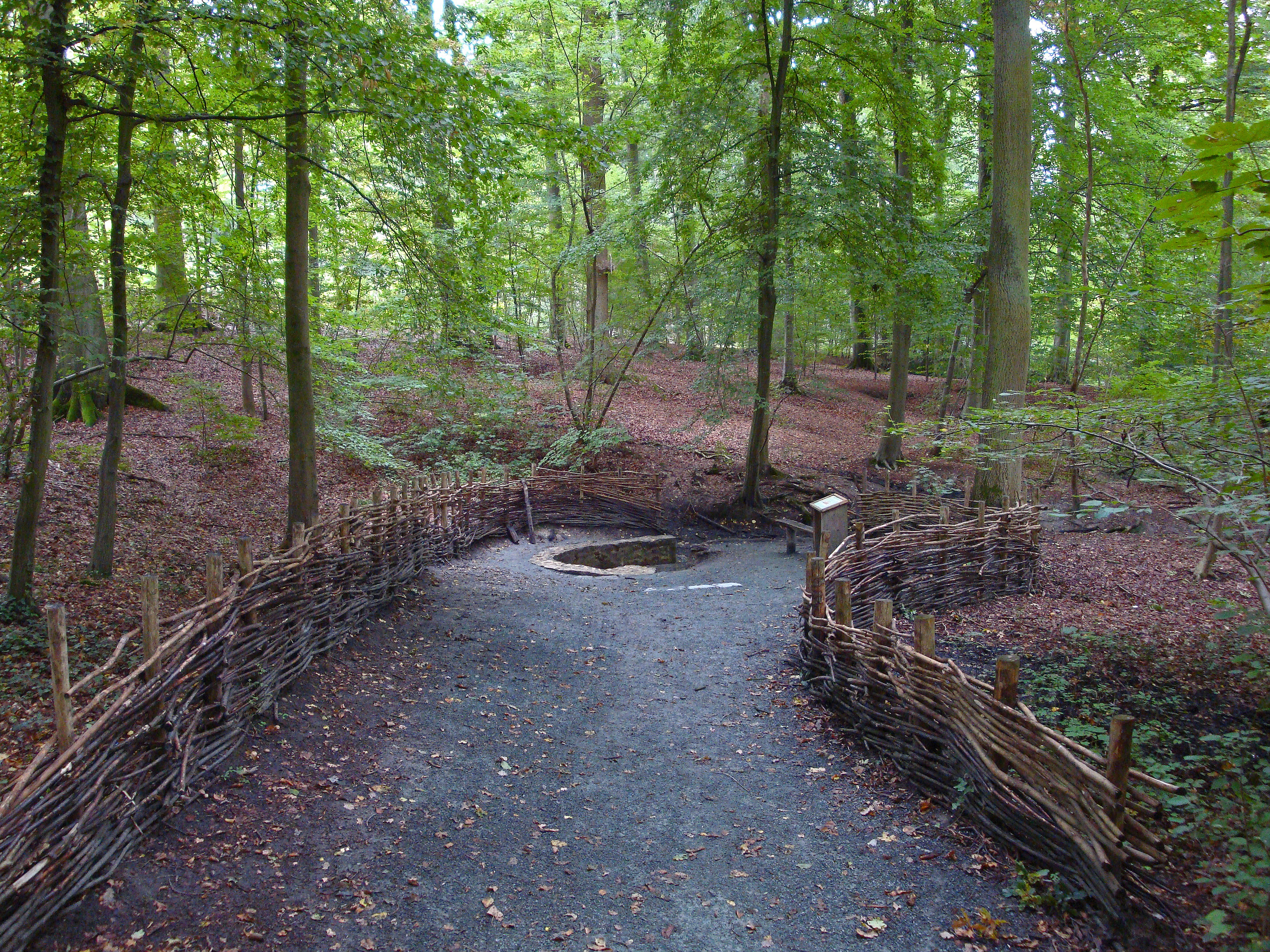
Pad naar de bron

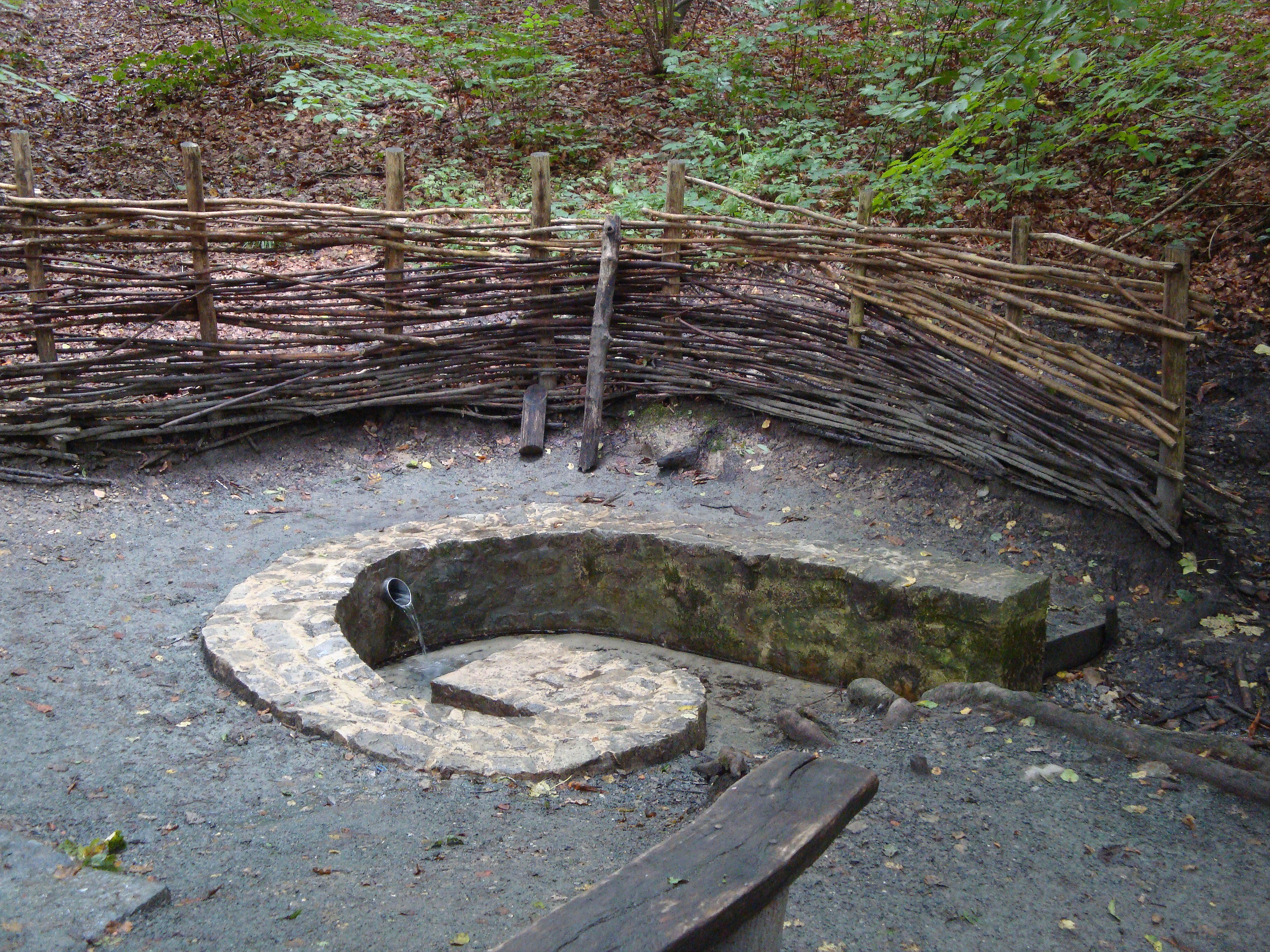
De Minnebron

De Minnebron is een bron in de Klein Moerassen aan het Kouterbos in de Belgische gemeente Oud-Heverlee. Ze ligt vlak bij de Maurits Noëstraat en de Witte Bomendreef bij de vijvers van Zoet Water. Op enkele meters ten zuidoosten van de bron ligt de Onze-Lieve-Vrouw van Steenbergenkapel aan de rand van het bos. Ze is op dit moment de enige gecontroleerde bron in het bos die als drinkbaar bestempeld is.
Bij de Minnebron wordt sinds mensenheugenis water gedronken en getapt dat hier uit de grond komt. Veel mensen die hier komen nemen het water mee naar huis in flessen. Het water van de bron wordt halfjaarlijks gecontroleerd, waarbij onder meer gekeken wordt naar de pH, nitrieten, nitraten en colibacteriën. Deze resultaten worden ook opgehangen wat verderop. Voorheen werd ook de Hertebron periodiek gecontroleerd, maar het agentschap Natuur & Bos dat deze controles uitvoert, is daarmee gestopt wegens te grote onbetrouwbaarheid van de kwaliteit tussen twee controles en herhaaldelijke bacteriële besmetting. Bij de Minnebron echter is de kwaliteit van het water al vele jaren goed.
De plaats van de bron is gefatsoeneerd met een muur van natuursteen, ontworpen door Rik Van Schil. Op die manier kunnen mensen de bron benaderen zonder natte voeten te krijgen. Vroeger was dat anders, toen was het pad naar de bron glad van het water.
De herkomst van de naam van de bron is onbekend. Volgens overlevering zal diegene die van de bron drinkt binnen een jaar trouwen.

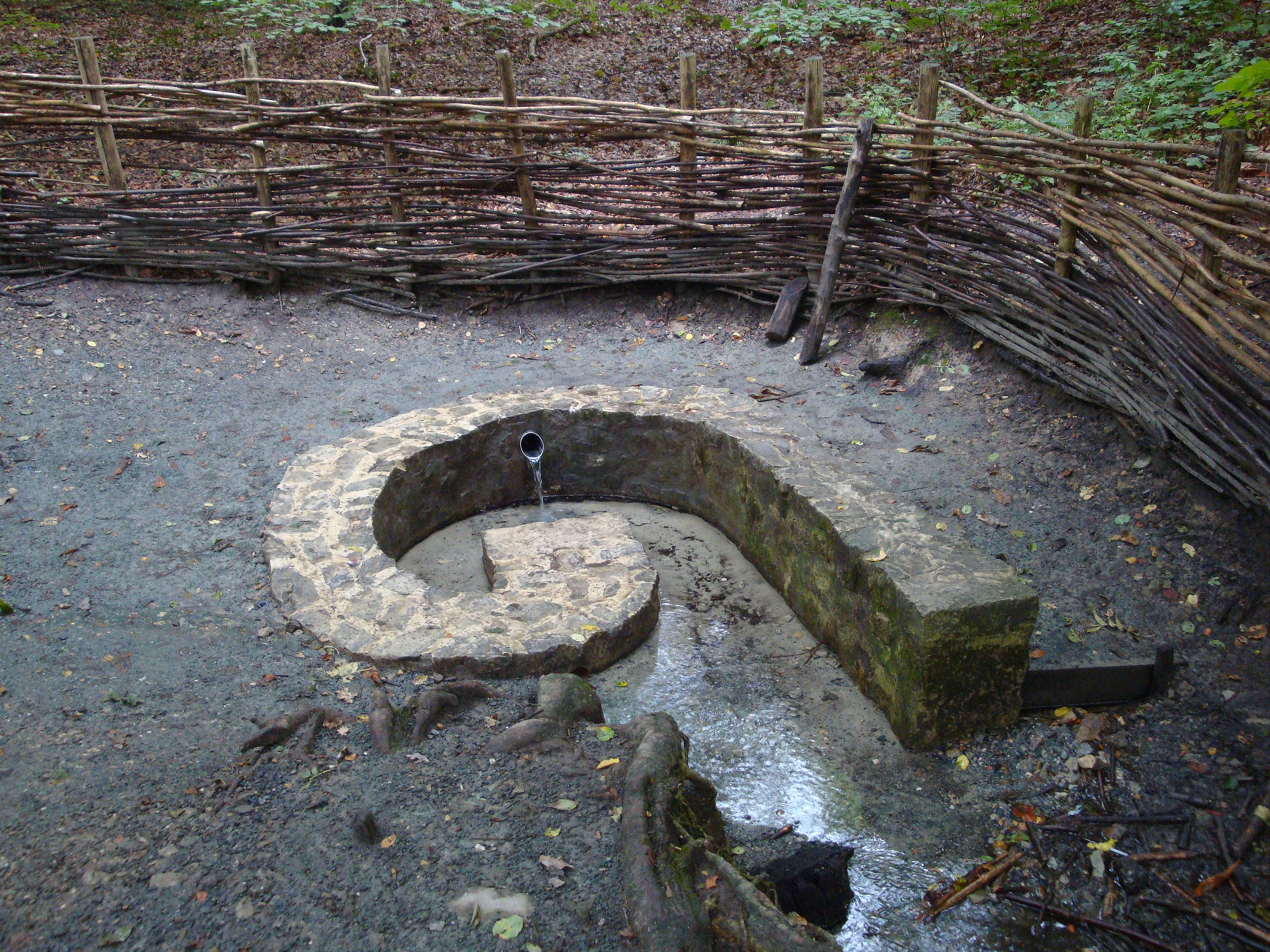